# Topsentia plurispicula
Topsentia plurispicula är en svampdjursart som beskrevs av Gustavo Pulitzer-Finali 1996. Topsentia plurispicula ingår i släktet Topsentia och familjen Halichondriidae.
Artens utbredningsområde är Papua Nya Guinea. Inga underarter finns listade i Catalogue of Life.